# バーガーバーガー
バーガーバーガーは、ギャップスより発売されたハンバーガーショップをモチーフにした経営シミュレーションゲームシリーズ。

## バーガーバーガー
『バーガーバーガー』（BurgerBurger）は、リズミックスが開発し、1997年11月27日にPlayStation用ソフトとして発売された。モノポリーの世界チャンピオンとして知られる百田郁夫、料理研究家のケンタロウが開発に関わっている。1998年11月5日にはPlayStation the Bestで廉価版が、2001年7月26日にはフォーウィンズより廉価版も発売された。
プレイヤーはハンバーガーチェーンのオーナーとなり、チェーンを拡大してゆく。ハンバーガーの開発、メニューの入れ替え、ノウハウへの投資、社員の雇用などをしながら、 100店舗を達成するのが目標。1ヶ月あたりに出店できる数が限られているため、計画的に店舗を展開する必要がある。
プレイヤーの他にライバル（他のチェーン）が存在し、シェアを奪い合う。ライバルは実在のハンバーガーチェーンをもじったものになっている。ゲームが進むと他店のメニューを見たり、店舗を買収することも可能。
資金が底をつくか、ライバルに100店舗を先に達成されてしまうとゲームオーバーとなる。
ハンバーガーは、バンズ、ソース、牛肉、鶏肉、豚肉、魚、野菜、その他に分類された食材を組み合わせて作る。また、調味料として塩などを使うことも可能。ゲーム序盤は選べる食材が限られているが、ゲームが進むにつれ選べる食材が増えてゆく。

## バーガーバーガー2
『バーガーバーガー2』は、バイオックスが開発し、1999年7月15日にPlayStation用ソフトとして発売された。PocketStationに対応した。
前作からの大きな変更点として、シナリオモードの追加、ノウハウの自動化、経営アシスタントなどが挙げられる。食材やキャラクターも追加された。前作と同様に100店舗を目指すモードはフリーモードと呼ばれるようになった。
シナリオモードでは、「バーガー皇帝にハンバーガーを認めさせるため、旅をする」という設定のもと、マップごとに設定された条件をクリアしていく。条件として、資金を一定額ためる、ブランドイメージをアップさせるなどマップにより様々である。マップによっては客の味の好みが大きく変わるものがあり、メニューも工夫しなければならない。また、マップによってタイムリミットが設定されているものもあり、大きく難易度がアップする。マップをクリアすると食材が手に入り、他のマップやフリーモードで使用することができる。ただし、シナリオをクリアしていくと、作ったバーガー、手に入れた食材などがすぐにリセットされる。

## その他の作品

### バーガーバーガーポケット
1999年3月26日にゲームボーイ専用としてギャップスより発売された。開発はバイオックス。バーガーバーガーを元にしたボードゲーム形式のゲームである。決められたターンが終了した時点で売上が1位のプレイヤーが優勝となるルール。運要素が高い上に、『桃太郎電鉄』シリーズのような逆転を狙える派手なイベントや、プレイヤーが主体的に交渉をして場を支配する『モノポリー』のような戦略性もないため、ゲームとしての評価は高いとは言えない。

### バーガーパラダイス
2000年4月21日にゲームボーイカラー専用ソフトとしてギャップスより発売された。開発はバイオックス。バーガーバーガーの携帯型ゲーム版という位置付け。